# Liste des circonscriptions législatives de la Charente
Le département français de la Charente est, sous la Cinquième République, constitué de trois circonscriptions législatives de 1958 à 1986, de quatre circonscriptions après le redécoupage électoral de 1986 puis de trois circonscriptions depuis le redécoupage de 2010, entré en application à compter des élections législatives de 2012.

## Présentation
Par ordonnance du 13 octobre 1958 relative à l'élection des députés à l'Assemblée nationale, le département de la Charente est d'abord constitué de trois circonscriptions électorales.
Lors des élections législatives de 1986 qui se sont déroulées selon un mode de scrutin proportionnel à un seul tour par listes départementales, le nombre de sièges de la Charente a été porté de trois à quatre.
Le retour à un mode de scrutin uninominal majoritaire à deux tours en vue des élections législatives suivantes, a maintenu ce nombre de quatre sièges,, selon un nouveau découpage électoral.
Le redécoupage des circonscriptions législatives réalisé en 2010 et entrant en application à compter des élections législatives de juin 2012, a modifié le nombre et la répartition des circonscriptions de la Charente, réduit à trois du fait de la décroissance démographique du département.

## Composition des circonscriptions

### Composition des circonscriptions de 1958 à 1986
À compter de 1958, le département de la Charente comprend trois circonscriptions.
- 1re circonscription : Montbron, Angoulême-1, Angoulême-2, Blanzac, Villebois, Montmoreau, Chalais, Aubeterre.
- 2e circonscription : Rouillac, Cognac, Jarnac, Hiersac, Segonzac, Châteauneuf, Barbezieux, Baignes, Brossac.
- 3e circonscription : Confolens-Nord, Confolens-Sud, Villefagnan, Ruffec, Champagne, Aigre, Mansle, Saint-Claud, Chabanais, Saint-Amant, La Rochefoucauld, Montembœuf.

### Composition des circonscriptions de 1988 à 2012
À compter du découpage de 1986, le département de la Charente comprend quatre circonscriptions regroupant les cantons suivants :
- 1re circonscription : Angoulême-Est, Angoulême-Ouest, Aubeterre-sur-Dronne, Blanzac-Porcheresse, Chalais, La Couronne, Montbron, Montmoreau-Saint-Cybard, Villebois-Lavalette.
- 2e circonscription : Baignes-Sainte-Radegonde, Barbezieux-Saint-Hilaire, Brossac, Châteauneuf-sur-Charente, Cognac-Nord, Cognac-Sud, Jarnac, Segonzac.
- 3e circonscription : Aigre, Chabanais, Champagne-Mouton, Confolens-Nord, Confolens-Sud, Hiersac, Mansle, Rouillac, Ruffec, Saint-Amant-de-Boixe, Saint-Claud, Villefagnan.
- 4e circonscription : Angoulême-Nord, Le Gond-Pontouvre, Montembœuf, La Rochefoucauld, Ruelle-sur-Touvre, Soyaux.

### Composition des circonscriptions à compter de 2012
Depuis le nouveau découpage électoral, le département comprend trois circonscriptions regroupant les cantons suivants :
- 1re circonscription : Angoulême-Est, Angoulême-Nord, Angoulême-Ouest, Le Gond-Pontouvre, La Couronne, Ruelle-sur-Touvre, Soyaux
- 2e circonscription : Aubeterre-sur-Dronne, Baignes-Sainte-Radegonde, Barbezieux-Saint-Hilaire, Blanzac-Porcheresse, Brossac, Chalais, Châteauneuf-sur-Charente, Cognac-Nord, Cognac-Sud, Jarnac, Montmoreau-Saint-Cybard, Segonzac, Villebois-Lavalette
- 3e circonscription : Aigre, Chabanais, Champagne-Mouton, Confolens-Nord, Confolens-Sud, Hiersac, La Rochefoucauld, Mansle, Montbron, Montembœuf, Rouillac, Ruffec, Saint-Amant-de-Boixe, Saint-Claud, Villefagnan

À la suite du redécoupage des cantons de 2014, les circonscriptions législatives ne sont plus composées de cantons entiers mais continuent à être définies selon les limites cantonales en vigueur en 2010. Les circonscriptions sont ainsi composées des cantons actuels suivants :
- 1re circonscription : cantons d’Angoulême-1, Angoulême-2, Angoulême-3, Boëme-Echelle (4 communes), La Couronne, Gond-Pontouvre et Touvre-et-Braconne (sauf communes de Brie et Jauldes)
- 2e circonscription : cantons de Boëme-Echelle (9 communes), Charente-Champagne, Charente-Sud (4 communes), Cognac-1, Cognac-2, Jarnac et Tude-et-Lavalette
- 3e circonscription : cantons de Boixe-et-Manslois, Charente-Bonnieure, Charente-Nord, Charente-Vienne, Val de Nouère et Val de Tardoire, communes de Brie et Jauldes